# Euxoa
Az Euxoa a rovarok (Insecta) osztályának a lepkék (Lepidoptera) rendjéhez, ezen belül a bagolylepkefélék (Noctuidae) családjához és a Noctuinae alcsaládba tartozó nem.

## Species
A nembe az alábbi fajok tartoznak:
- Euxoa aberrans
- Euxoa absona
- Euxoa acuminifera
- Euxoa adumbrata
- Euxoa aequalis
- Euxoa agema
- Euxoa albipennis
- Euxoa altens
- Euxoa anarmodia
- Euxoa annulipes
- Euxoa antica
- Euxoa apopsis
- Euxoa aquilina
- Euxoa atomaris
- Euxoa atristrigata
- Euxoa aurantiaca
- Euxoa auripennis
- Euxoa aurulenta
- Euxoa austrina
- Euxoa auxiliaris
- Euxoa baja
- Euxoa basalis
- Euxoa basigramma
- Euxoa beatissima
- Euxoa bicollaris
- Euxoa bifasciata
- Euxoa biformata
- ezüstös földibagoly (Euxoa birivia)
- Euxoa bochus
- Euxoa bogdanovi
- Euxoa bostoniensis
- Euxoa brevipennis
- Euxoa brunneigera
- Euxoa camalpa
- Euxoa campestris
- Euxoa cana
- Euxoa canariensis
- Euxoa cashmirensis
- Euxoa castanea
- Euxoa catenula
- Euxoa centralis
- Euxoa chimoensis
- Euxoa choris
- Euxoa christophi
- Euxoa churchillensis
- Euxoa cicatricosa
- Euxoa cinchonina
- Euxoa cincta
- Euxoa cinereopallida
- Euxoa cinnabarina
- Euxoa citricolor
- Euxoa clauda
- Euxoa clausa
- Euxoa coconino
- Euxoa cognita
- Euxoa comosa
- Euxoa cona
- Euxoa conjuncta
- Euxoa conspicua
- Euxoa continentalis
- Euxoa cos
- Euxoa costata
- Euxoa crassilinea
- Euxoa crypta
- Euxoa cryptica
- Euxoa culminicola
- Euxoa cursoria
- Euxoa dargo
- Euxoa declarata
- selymes földibagoly (Euxoa decora)
- Euxoa deficiens
- Euxoa derrae
- Euxoa deserta
- Euxoa deserticola
- Euxoa detersa
- Euxoa diaphora
- Euxoa difformis vagy Euxoa mercedes
- Euxoa dissona
- keleti földibagoly (Euxoa distinguenda)
- Euxoa divergens
- Euxoa dodi
- Euxoa edictalis
- Euxoa emma
- Euxoa emolliensis
- Euxoa enixa
- Euxoa eruta
- Euxoa excogita
- Euxoa extranea
- Euxoa fallax
- Euxoa faulkneri
- Euxoa fissa
- Euxoa flavicollis
- Euxoa flavidens
- Euxoa flavogrisea
- Euxoa foeda
- Euxoa foeminalis
- Euxoa franclemonti
- Euxoa fumalis
- Euxoa furtivus
- Euxoa fuscigerus vagy Euxoa fuscigera
- Euxoa glabella
- Euxoa goetria
- Euxoa guadalupensis
- Euxoa hardwicki
- fehérsávos földibagoly (Euxoa hastifera)
- Euxoa haverkampfi
- Euxoa henrietta
- Euxoa heringi
- Euxoa hilaris
- Euxoa hollemani vagy Euxoa andera
- Euxoa homicida
- Euxoa hyperborea
- Euxoa idahoensis
- Euxoa immixta
- Euxoa inconcinna
- Euxoa infausta
- Euxoa infracta
- Euxoa inscripta
- Euxoa intermontana
- Euxoa intolerabilis
- Euxoa intrita
- Euxoa inyoca
- Euxoa juliae
- Euxoa karschi
- Euxoa laetificans
- Euxoa lafontainei
- Euxoa latro
- Euxoa lecerfi
- Euxoa leuschneri
- Euxoa lewisi
- Euxoa lilloeet
- Euxoa lineifrons
- Euxoa lucida
- Euxoa luctuosa
- Euxoa macleani
- Euxoa macrodentata
- Euxoa maderensis
- Euxoa maimes
- Euxoa malickyi
- Euxoa manitobana
- Euxoa mansour
- Euxoa medialis
- Euxoa melana
- Euxoa melura
- Euxoa mendelis
- Euxoa messoria
- Euxoa mimallonis
- Euxoa misturata
- Euxoa mitis
- Euxoa mobergi
- Euxoa moerens
- Euxoa mojave
- Euxoa montana
- Euxoa montivaga
- Euxoa muldersi
- Euxoa munis
- Euxoa murdocki
- Euxoa mustelina
- Euxoa nevada
- Euxoa nevadensis
- feketeszárnyú bagolypille (Euxoa nigricans)
- Euxoa niveilinea
- Euxoa nomas vagy Euxoa incognita
- Euxoa nostra
- Euxoa nyctopis
- Euxoa obelisca
- Euxoa obeliscoides
- Euxoa oberfoelli
- Euxoa oblongistigma
- Euxoa occidentalis
- Euxoa ochrogaster
- Euxoa olivalis
- Euxoa olivia
- Euxoa oncocnemoides
- Euxoa oranaria
- Euxoa pallidimacula
- Euxoa pallipennis
- Euxoa penelope
- Euxoa perexcellens
- Euxoa permixta
- Euxoa perolivalis
- Euxoa perpolita
- Euxoa pestula
- Euxoa phantoma
- Euxoa pimensis
- Euxoa piniae
- Euxoa plagigera
- Euxoa pleuritica
- Euxoa pluralis
- Euxoa powelli
- Euxoa punctigera
- Euxoa quadridentata
- Euxoa quebecensis
- Euxoa recula
- Euxoa recussa
- Euxoa redimicula
- Euxoa ridingsiana
- Euxoa riversii
- Euxoa robiginosa
- Euxoa rockburnei
- Euxoa rufula
- Euxoa rugifrons
- Euxoa sabuletorum
- Euxoa satiens
- Euxoa satis
- Euxoa sayvana
- Euxoa scandens
- Euxoa scholastica
- Euxoa scotogrammoides
- Euxoa sculptilis
- Euxoa segnilis
- Euxoa selenis
- Euxoa septentrionalis
- Euxoa serotina
- Euxoa serricornis
- Euxoa servitus
- Euxoa setonia
- Euxoa shasta
- Euxoa sibirica
- Euxoa siccata
- Euxoa silens
- Euxoa simona
- Euxoa simulata
- Euxoa sinelinea
- Euxoa spumata
- Euxoa stigmatalis
- Euxoa stygialis
- Euxoa subandera
- Euxoa taura vagy Euxoa cooki
- Euxoa teleboa
- vetési fésűs bagolylepke (Euxoa temera)
- Euxoa terrealis
- Euxoa terrenus
- Euxoa tessellata
- Euxoa tibetana
- Euxoa tocoyae
- Euxoa triaena
- Euxoa trifasciata
- Euxoa tristicula
- Euxoa tristis
- búzabagolylepke (Euxoa tritici)
- Euxoa tronellus
- Euxoa unica
- Euxoa ustulata
- Euxoa vallus
  - Euxoa vallus vallus
  - Euxoa vallus luteosita
  - Euxoa vallus bivittata
- Euxoa velleripennis
- Euxoa vernalis
- Euxoa vetusta
- Euxoa violaris
- vonalkás földibagoly (Euxoa vitta)
- Euxoa wagneri
- Euxoa westermanni
- Euxoa wilsoni
- Euxoa xasta
- Euxoa zernyi